# Winfried Boecken
Winfried Boecken (* 1955 in Viersen) ist ein deutscher Rechtswissenschaftler, ehemaliger Richter und Hochschullehrer.

## Leben
Nach dem Abitur 1973 am Friedrichs-Gymnasium Herford ging Boecken 1973/74 zunächst für einen kaufmännischen Lehrgang am Lette-Verein nach Berlin. 1974 nahm Boecken das Studium der Rechtswissenschaften an der Freien Universität Berlin auf, das Erste Juristische Staatsexamen folgte 1979 und nach dem Referendariat 1982 das Zweite Juristische Staatsexamen. Anschließend wurde er Wissenschaftlicher Assistent an der Rheinischen Friedrich-Wilhelms-Universität Bonn, an der er 1985 mit der Arbeit Die Pflichtaltersversorgung der verkammerten freien Berufe und der Bundesgesetzgeber zum Dr. jur. promoviert wurde. Durch ein Forschungsstipendium konnte Boecken 1986/87 an das Europäische Hochschulinstitut Florenz, an dem er mit der Arbeit Der verfassungsrechtliche Schutz von Altersrentenansprüchen und -anwartschaften in Italien und in der Bundesrepublik Deutschland sowie deren Schutz im Rahmen der Europäischen Menschenrechtskonvention den Abschluss LL.M erwarb. Anschließend kehrte er als wissenschaftlicher Assistent zurück nach Bonn. Dort habilitierte er sich 1994 mit der Arbeit Deliktsrechtlicher Eigentumsschutz gegen reine Nutzungsbeeinträchtigung.
Boecken folgte bereits 1994 einem Ruf auf den Lehrstuhl für Bürgerliches Recht, Arbeitsrecht und Recht der Sozialen Sicherheit und wurde damit Universitätsprofessor an der Rechtswissenschaftlichen Fakultät der Martin-Luther-Universität Halle-Wittenberg. 1998 nahm Boecken einen weiteren Ruf an und war Inhaber eines gleichnamigen Lehrstuhls an der Universität Konstanz. Seit Oktober 2023 befindet er sich im Ruhestand.
Von 1996 bis 2004 war Boecken unparteiisches Mitglied des Bundesschiedsamtes für die vertragsärztliche Versorgung nach § 89 SGB V, außerdem ist er Mitglied des Consiliums, dem Wissenschaftlichen Beirat der Bundeszahnärztekammer. Von 1999 bis 2005 war Boecken zudem Richter am Oberlandesgericht Karlsruhe, als Mitglied des 12. Senats, besonders für den Bereich Privatversicherungsrecht. Seit 2000 ist er Geschäftsführender Direktor des Konstanzer Seminars zur Rechtsentwicklung sowie seit 2003 Studienleiter der Verwaltungs- und Wirtschafts-Akademie Freiburg e. V. an der Zweig-Akademie in Konstanz.
Boecken ist derzeit zudem Vorsitzender der gemeinsamen Einigungsstelle nach § 45 SGB II im Bereich der Agentur für Arbeit Konstanz sowie Mitglied der wissenschaftlichen Kommission der Antidiskriminierungsstelle des Bundes.

## Forschungsschwerpunkte
Boecken beschäftigt sich mit dem Allgemeinen Teil des Bürgerlichen Rechts und den gesetzlichen Schuldverhältnisse, insbesondere dabei mit dem Haftungsrecht. Außerdem hat Boecken umfangreiche Schwerpunkte im Arbeits- und Sozialrecht.

## Publikationen (Auswahl)
- Die Pflichtaltersversorgung der verkammerten freien Berufe und der Bundesgesetzgeber. Duncker und Humblot, Berlin 1986, ISBN 3-428-06058-X.
- Der verfassungsrechtliche Schutz von Altersrentenansprüchen und -anwartschaften in Italien und in der Bundesrepublik Deutschland sowie deren Schutz im Rahmen der Europäischen Menschenrechtskonvention. Eine rechtsvergleichende Untersuchung im Hinblick auf die Rechtspositionen der Versicherten in den gesetzlichen Rentenversicherungen der Arbeiter und Angestellten. Duncker und Humblot, Berlin 1987, ISBN 3-428-06276-0.
- Deliktsrechtlicher Eigentumsschutz gegen reine Nutzungsbeeinträchtigungen. Duncker und Humblot, Berlin 1995, ISBN 3-428-08424-1.
- Unternehmensumwandlungen und Arbeitsrecht. Otto Schmidt, Köln 1996, ISBN 3-504-37005-X.
- Wie sollte der Übergang vom Erwerbsleben in den Ruhestand rechtlich gestaltet werden? Gutachten B für den 62. Deutschen Juristentag. Beck, München 1998, ISBN 3-406-44043-6.
- mit Nicole Spieß: Vom Erwerbsleben in den Ruhestand. Eine Praxisdarstellung der Formen des frühzeitigen und gleitenden Übergangs. Nomos, Baden-Baden 2000, ISBN 3-7890-6863-2.
- Verfassungsrechtliche Fragen einer Organisationsreform der gesetzlichen Rentenversicherung. Nomos, Baden-Baden 2000, ISBN 3-7890-6616-8.
- Förderung der Eigenverantwortung in der Sozialhilfe und Zusammenführung von Sozialhilfe und Arbeitslosenhilfe (Konvergenz). Lit Verlag, Münster/Hamburg/London 2003, ISBN 3-8258-6564-9.
- Der Versorgungsausgleich vor seiner Revision. Otto Schmidt, Köln 2005.
- BGB – allgemeiner Teil. Kohlhammer, Stuttgart 2007 (2. Auflage 2012), ISBN 978-3-17-018392-6.
- Winfried Boecken, Jacob Joussen: Teilzeit- und Befristungsgesetz. Handkommentar. 6. Auflage. Nomos, Baden-Baden 2019, ISBN 978-3-8487-5669-8.